# Республіканські договори (1944)

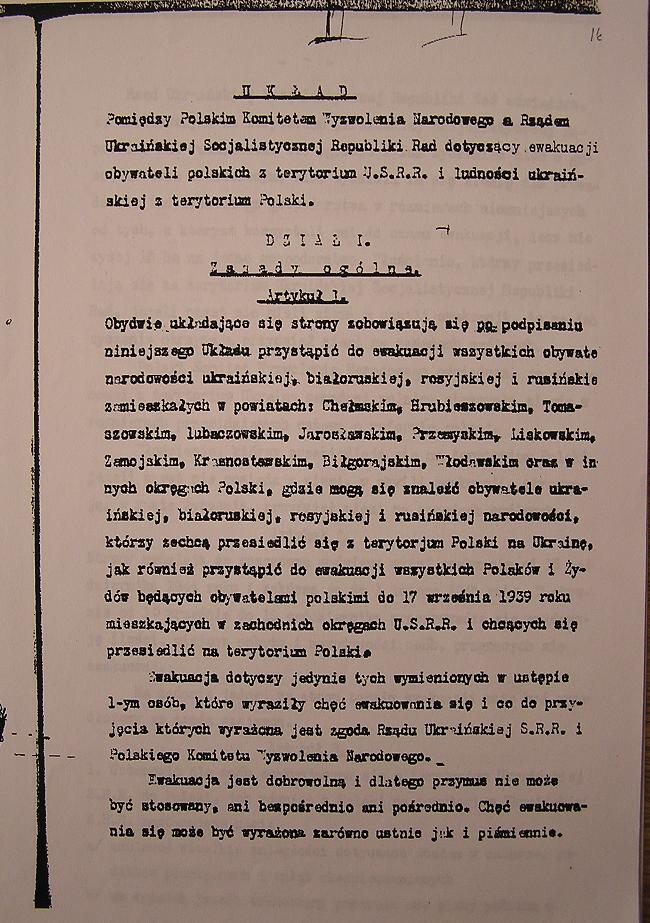
Перша сторінка польсько-українського пакту

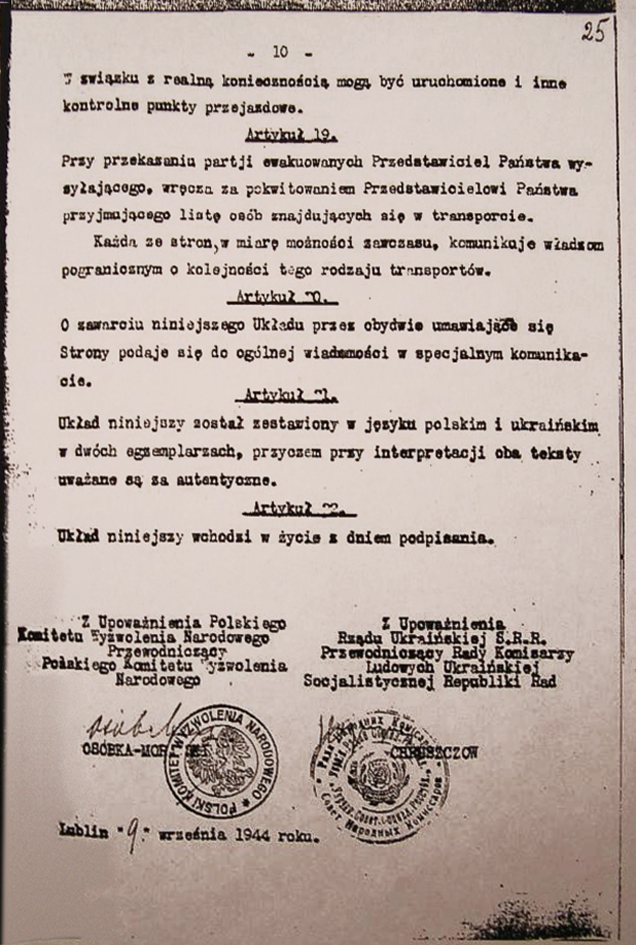
Остання сторінка польсько-українського пакту

Республіканські договори — загальна назва, що охоплює загалом три міжнародні угоди, укладені в 1944 році Польським комітетом національного визволення з трьома радянськими республіками: Білорусією, Україною та Литвою. Відповідно до цих угод, люди польської та єврейської національності, які мали польське громадянство, були примусово переміщені зі східних районів міжвоєнної Польщі, що увійшли до складу СРСР після Другої світової війни. Представники литовського, білоруського і, перш за все, українського народів були переселені у відповідні радянські республіки.
Повна назва цих угод на прикладі польсько-української угоди: Угода між Польським комітетом національного визволення та Урядом Ради Української Соціалістичної Республіки щодо евакуації польських громадян з території української РСР та українське населення з території Польщі  Пакти з Українською РСР та Білоруською РСР були укладені 9 вересня 1944 року, а пакт з Литовською РСР - 22 вересня 1944 року.
Ці пакти були наслідком "Угоди між Польським комітетом національного визволення та урядом СРСР про польсько-радянський кордон", підписаної 27 липня 1944 р. у Москві Едвардом Особкою-Моравським та Вячеславом Молотовим. Вони передували "Угоді між Тимчасовим урядом національної єдності Республіки Польща та Урядом СРСР про право змінити радянське громадянство польського та єврейського населення, що проживає в СРСР, та їх евакуацію до Польщі, і про право змінити польське громадянство російських, українських, білоруських та литовських громадян, які проживають у Польщі, та їх евакуація до СРСР", підписаний у Москві 6 липня 1945 року. Вони санкціонували втрату республіками Радянського Союзу польських Східних прикордонних земель (також відомих як території Забужжя) до того, як рішення були офіційно прийняті на Ялтинській мирній конференції. Це правда, що вислання (евфемістично назване "репатріацією" або "евакуацією") було добровільним згідно з Угодами 1944 року, але в політичній ситуації того часу цей волюнтаризм був ілюзорним. Переміщені особи могли взяти з собою одяг, взуття, нижню білизну, постільну білизну, продукти харчування, побутовий посуд та інвентар, але вони не могли взяти готівку та банкноти, золото, дорогоцінне каміння, витвори мистецтва, машини, мотоцикли та меблі.
За майно, залишене "за Бугом " (так зване майно на річці Буг), як рухоме, так і нерухоме (будинки, господарські будівлі, земля тощо), переселенці Польщі мали отримати відшкодування від польського уряду.

## Виноски
1. ↑  Jakub WOŁĄSIEWICZ, Analiza prawnohistoryczna uprawnień zabużańskich. Rozliczanie, Rzeczpospolita” z 23.10.2002 r.data = 23.10.2002 r.